# Bobô
Deyvison Rogério da Silva (Gravatá, 9 de enero de 1985), conocido como Bobô, es un exfutbolista brasileño que jugaba como delantero.

## Trayectoria
En agosto de 2016 se publicó que el Sydney Football Club estaba en negociaciones para fichar a Bobô, quien finalmente se unió al club el 17 de ese mes. El precio de la transferencia rondó el millón de dólares australianos.
El 9 de julio de 2018 regresó a Turquía para jugar en las filas del Alanyaspor. Al año siguiente se fue a la India tras firmar con el Hyderabad F. C. antes de volver a Brasil de la mano del Oeste F. C.
Con el comienzo del año 2021 inició su segunda etapa en el Sydney F. C., que finalizó, al igual que su carrera, al término de la temporada 2021-22.

## Clubes
| Club              | País      | Año       |
| ----------------- | --------- | --------- |
| S. C. Corinthians | Brasil    | 2003-2006 |
| Beşiktaş J. K.    | Turquía   | 2006-2011 |
| Cruzeiro E. C.    | Brasil    | 2011-2012 |
| Kayserispor       | Turquía   | 2012-2015 |
| Grêmio            | Brasil    | 2015-2016 |
| Sydney F. C.      | Australia | 2016-2018 |
| Alanyaspor        | Turquía   | 2018-2019 |
| Hyderabad F. C.   | India     | 2019-2020 |
| Oeste F. C.       | Brasil    | 2020      |
| Sydney F. C.      | Australia | 2021-2022 |

## Palmarés

### Títulos nacionales
| Título                          | Club              | País      | Año  |
| ------------------------------- | ----------------- | --------- | ---- |
| Campeonato Brasileño de Serie A | S. C. Corinthians | Brasil    | 2005 |
| Copa de Turquía                 | Beşiktaş J. K.    | Turquía   | 2006 |
| Supercopa de Turquía            | Beşiktaş J. K.    | Turquía   | 2006 |
| Copa de Turquía                 | Beşiktaş J. K.    | Turquía   | 2007 |
| Copa de Turquía                 | Beşiktaş J. K.    | Turquía   | 2009 |
| Superliga de Turquía            | Beşiktaş J. K.    | Turquía   | 2009 |
| Copa de Turquía                 | Beşiktaş J. K.    | Turquía   | 2011 |
| A-League                        | Sydney F. C.      | Australia | 2017 |
| FFA Cup                         | Sydney F. C.      | Australia | 2017 |